# Synothele yundamindra
Synothele yundamindra là một loài nhện trong họ Barychelidae. Loài này phân bố ờ Tây Úc.